# Prokletí domu Hajnů
Prokletí domu Hajnů je československý hraný film z roku 1988, natočený podle románu Jaroslava Havlíčka Neviditelný. Tragický příběh rozvratu rodiny stižené dědičnou duševní poruchou se odehrává ve vile továrníka Hugo Hajna (Radoslav Brzobohatý) ve fiktivním východočeském městečku Jesenici (odkaz na Havlíčkovu rodnou Jilemnici) v 1. polovině 20. století (cirka kolem roku 1935). Šílenství Hajnova bratra Cyrila (Petr Čepek), projevující se mimo jiné utkvělou představou vlastní neviditelnosti, postihne také Hajnovu dceru Soňu (Petra Kolevská), provdanou za mladého ambiciózního inženýra Petra Švejcara (Emil Horváth); v románové předloze je uváděn jako Švajcar. Tragické vyústění je jasnou obžalobou měšťáckého způsobu života, plného předsudků a sobectví.